# Nycterosea albicinctata
Nycterosea albicinctata là một loài bướm đêm trong họ Geometridae.